# Stefen Fangmeier
Stefen Fangmeier (El Paso, 9 de dezembro de 1960) é um montador e especialista em efeitos visuais estadunidense. Foi indicado ao Oscar de melhores efeitos visuais em três ocasiões por seu trabalho em obras cinematográficas.

## Prêmios e indicações
- Indicado: Oscar de melhores efeitos visuais - Master and Commander: The Far Side of the World (2003)
- Indicado: Oscar de melhores efeitos visuais - The Perfect Storm (2000)
- Indicado: Oscar de melhores efeitos visuais - Twister (1996)